# Calliandra staminea
Calliandra staminea är en ärtväxtart som först beskrevs av Carl Peter Thunberg, och fick sitt nu gällande namn av Rupert Charles Barneby. Calliandra staminea ingår i släktet Calliandra och familjen ärtväxter. Inga underarter finns listade i Catalogue of Life.